# Brug 462
Brug 462 is een kunstwerk in Amsterdam-Oost. Hoewel genummerd als brug is het een viaduct.
Het viaduct is gelegen in de Flevoweg en overspant de Kramatweg, die hier een voet- en fietspad is. Het maakt deel uit van het kruispunt waar de Zeeburgerdijk (vanuit het noordwesten), Kramatweg (vanuit het zuidwesten), de Flevoweg (vanuit het zuiden) en Zuiderzeeweg (vanuit het noordoosten) samenkomen. Voor de voltooiing van de Rondweg Amsterdam maakte de doorgaande route Insulindeweg – Flevoweg – Zuiderzeeweg deel uit van de drukke verbinding tussen Amsterdam-Oost en Amsterdam-Noord via de Amsterdamsebrug en de Schellingwouderbrug. Deze ligt voor wat betreft voetgangers en fietsers in het verlengde van brug 459.
Tot zomer 1970 lag hier een gelijkvloerse kruising, ook wel 'Flevocircuit' genoemd. In 1970 werd begonnen met de bouw van het toen grootste bejaardentehuis van Amsterdam, het Flevohuis. Ongeveer gelijktijdig werd het kruispunt aangepakt en werd er een scheiding doorgevoerd tussen langzaam (voetgangers en fietsers) en snel (gemotoriseerd) verkeer. De gehele omgeving ging op de schop. Verkeer inclusief buslijnen moest omgeleid worden. Oplevering in 1972 had tot gevolg dat zebrapaden ter plaatse over de Flevoweg verwijderd werden. De bewoners van de Indische Buurt konden nu via het viaductenstelsel de drukke oversteek mijden en via de onderdoorgangen naar het Flevopark komen.
Het viaduct is ontworpen door de Dienst der Publieke Werken. Kenmerkend waren de destijds blauw gekleurde leuningen / balustraden met wit beton. Sinds 1980 rijdt er een tram over het viaduct, tegenwoordig tramlijn 3 en tramlijn 14. Ook buslijn 37 en buslijn N89 maken gebruik van het viaduct. Alle lijnen hebben haltes op het viaduct.
<<< · 400 · 401 · 402 · 403 · 404 · 405 · 406 · 407 · 408 · 409 · 410 · 411 · 413 · 414 · 415 · 416 · 417 · 418 · 419 · 420 · 421 · 422 · 423 · 424 · 425 · 427 · 429 · 430 · 431 · 432 · 433 · 434 · 435 · 436 · 437 · 438 · 439 · 440 · 441 · 442 · 443 · 444 · 445 · 446 · 447 · 448 · 449 · 450 · 451 · 452 · 453 · 454 · 455 · 456 · 457 · 458 · 459 · 460 · 461 · 462 · 463 · 464 · 465 · 466 · 469 · 470 · 471 · 472 · 473 · 474 · 475 · 476 · 478 · 479 · 480 · 482 · 483 · 485 · 486 · 487 · 488 · 489 · 490 · 491 · 492 · 493 · 494 · 495 · 496 · 497 · 499 · >>>
Brugnummers 412, 426, 428, 467, 468, 477, 481, 484 en 498 zijn niet (meer) vergeven.